# Liste der Monuments historiques in Fontcouverte (Charente-Maritime)
Die Liste der Monuments historiques in Fontcouverte (Charente-Maritime) führt die Monuments historiques in der französischen Gemeinde Fontcouverte auf.

## Liste der Objekte
Zum Verständnis siehe: Kirchenausstattung
| Bezeichnung      | Beschreibung                                            | Standort                       | Kennzeichnung | Schutzstatus | Datum | Bild |
| ---------------- | ------------------------------------------------------- | ------------------------------ | ------------- | ------------ | ----- | ---- |
| Kasel            | Seide mit Goldfaden, zweite Hälfte des 19. Jahrhunderts | in der Kirche St-Vivien (Lage) | PM17001502    | Inscrit      | 1986  |      |
| Prozessionskreuz | Messing, versilbert, um 1800                            | in der Kirche St-Vivien (Lage) | PM17001501    | Inscrit      | 1986  |      |